# Ołeksandr Baziuk
Ołeksandr Fedorowicz Baziuk (ur. 1 sierpnia 1947 w Zwiniaczach, Rejon horochowski, Ukraina) – ukraiński architekt.
W 1970 ukończył studia na Wydziale Architektury Politechniki Lwowskiej. Od 1979 do 2003 był głównym architektem w lwowskim instytucie "Mistoprojekt", a następnie założył własne biuro projektowe "Projekt-Centr". Jest członkiem korespondentem Narodowego Związku Architektów Ukrainy. Za swoją działalność zawodową wielokrotnie odznaczano go nagrodami i wyróżnieniami m.in.:
- 1988 – nagroda Rady Ministrów CPCP za projekt i realizację placówek handlowo-usługowych w lwowskim osiedlu Sychów 12;
- 1998 – nagroda państwowa za projekt architektoniczny kompleksu przejścia granicznego Korczowa-Krakowiec;
- 2004 – nagroda im. Jana Lewińskiego i wyróżnienie "Architektura" za projekt międzynarodowej kliniki dla dzieci z porażeniem mózgowym w Truskawcu;
- 2005 – nagroda za zastosowanie technologii budowlanych podczas wznoszenia kliniki w Truskawcu;
- 2006 – "Kryształowa cegła" za budynek przejścia granicznego Dorohusk-Jagodzin oraz za projekt kliniki okulistyki w ramach konkursu "Eurobud 2006" w Lublinie;

## Dorobek zawodowy
- Miniosiedle nr. 3 w południowej części Lwowa (współautor);
- Basen wchodzący w skład centrum kulturalno-sportowego w południowej części miasta przy ulicy Księżnej Olgi we Lwowie (w zespole Zinowija Pidlisnego) /1975/; (obecnie aquapark)
- Budynek administracyjny dla organizacji regionalnych (współautor) /1976/;
- Wnętrza hotelu "Intourist" (Hotel George) (współautor) /1976/;
- Osiedle Sychów 12 i 15 (współautor w zespole Larysy Skoryk) /1981/;
- Blok mieszkalny przy ulicy Łyczakowskiej 139-141 /ok. 1990/;
- Przekomponowanie i opracowanie założeń dla parków krajobrazowych i ogrodów we Lwowie /1985-1992/;
- Infrastruktura międzynarodowego przejścia granicznego Korczowa-Krakowiec na granicy polsko-ukraińskiej, (współautorzy: Orest Ogonowski, Lydia Kutina, Irina Belyakowa, Ołeksandra Dribniuk, Iwan Olejnik, Walery Kulikowski) /1999/;
- Centrum biurowe na ulicy Wałowej 15 /2002/;
- Międzynarodowa Klinika Rehabilitacji dla pacjentów z dziecięcym porażeniem mózgowym w Truskawcu (współautorzy Ołeksandra Dribniuk, Orest Ogonowski, Lydia Kutina, Roman Dominko, Walery Kulikowski) /2003/;
- Gmach USB jest na Placu Adama Mickiewicza we Lwowie (współautorzy: Orest Ogonowski, Wołodymir Szwec, Wasił Kniazik) /1998-2008/;
- Projekt przebudowy centrum biurowe na placu Jewhena Petruszewycza 3 we Lwowie /2008/.